# Municipio de Hamilton (condado de Gratiot)
El municipio de Hamilton (en inglés: Hamilton Township) es un municipio ubicado en el condado de Gratiot en el estado estadounidense de Míchigan. En el año 2010 tenía una población de 465 habitantes y una densidad poblacional de 5,15 personas por km².

## Geografía
El municipio de Hamilton se encuentra ubicado en las coordenadas 43°14′42″N 84°25′25″O / 43.24500, -84.42361. Según la Oficina del Censo de los Estados Unidos, el municipio tiene una superficie total de 90.3 km², de la cual 89,78 km² corresponden a tierra firme y (0,58 %) 0,52 km² es agua.

## Demografía
Según el censo de 2010, había 465 personas residiendo en el municipio de Hamilton. La densidad de población era de 5,15 hab./km². De los 465 habitantes, el municipio de Hamilton estaba compuesto por el 98,71 % blancos, el 0,43 % eran afroamericanos, el 0,65 % eran amerindios, el 0,22 % eran asiáticos. Del total de la población el 2,58 % eran hispanos o latinos de cualquier raza.